# Стела Китиона

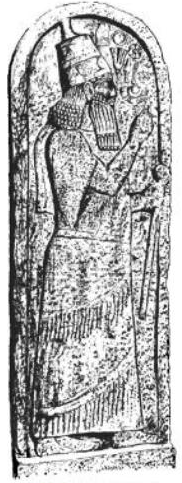
Стела Китиона

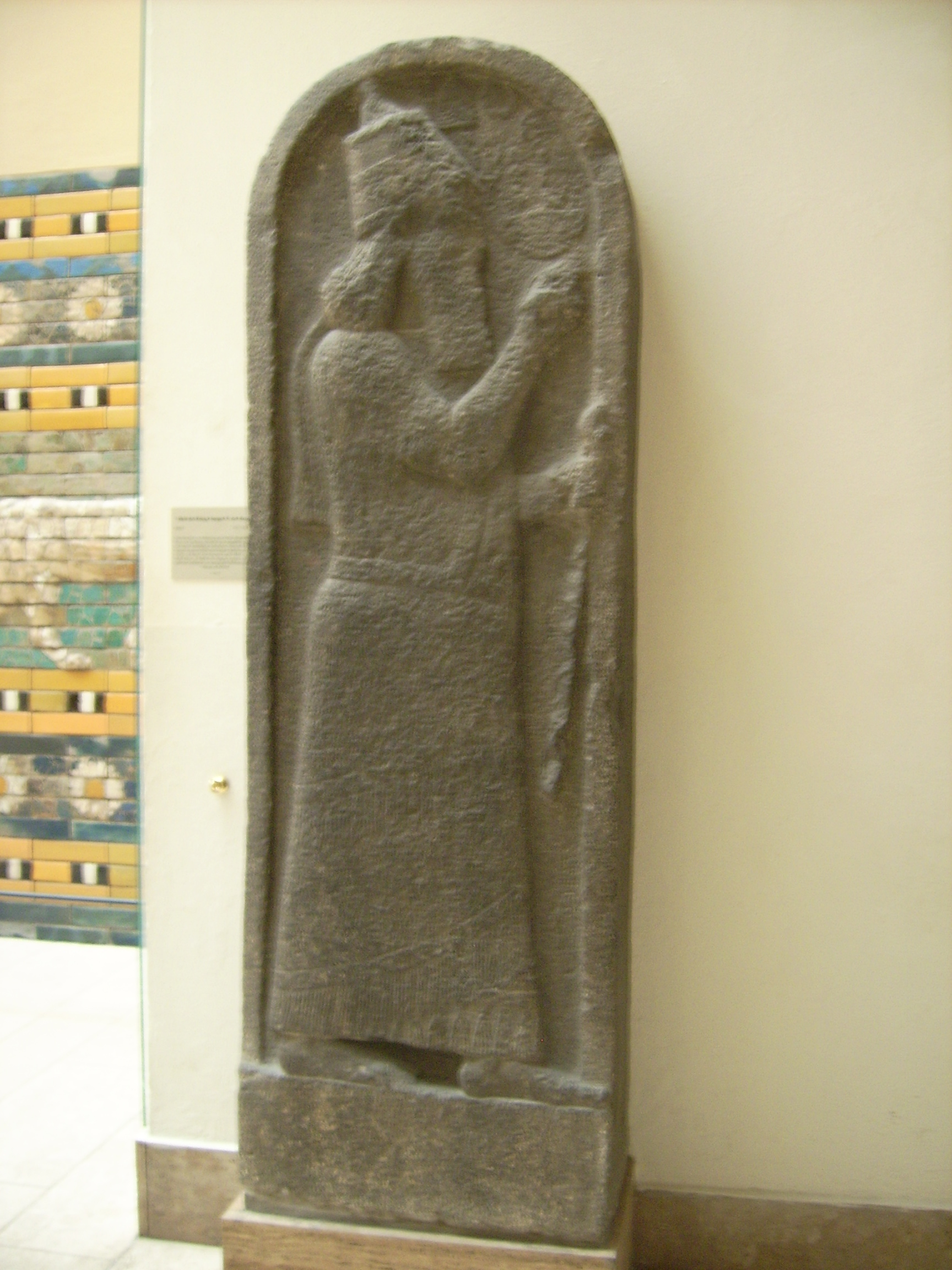
Стела Китиона в музее Берлина

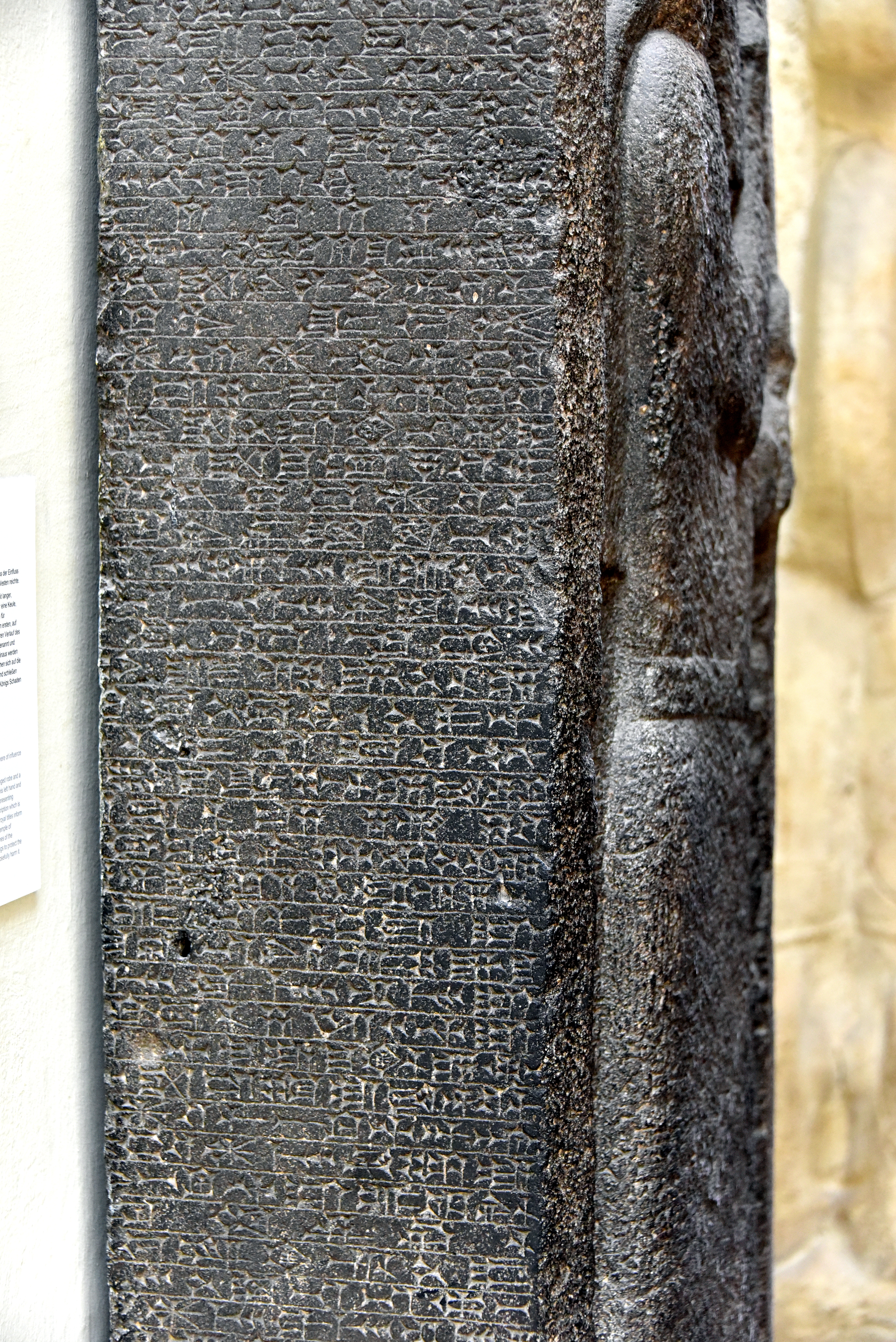
Клинописные надписи на одной из сторон стелы Китиона с Кипра в Пергамском музее, Берлин

Стела Китиона, также стела Саргона — ассирийская базальтовая стела высотой в 2,09 м и шириной в 0,68 см, найденная на Кипре осенью 1845 года.
Сохранилась не полностью.

## История
Стела Китиона была обнаружена в куче строительного мусора в одном из садов на территории, где в прошлом находился древний город Китион, близ современной Ларнаки. Так как строительные останки были по всей видимости средневекового происхождения, стела попала в неё из какого-то другого места. Исторический камень был предложен лондонскому Британскому музею, однако там готовы были за находку выделить лишь 20 фунтов стерлингов. Желавший его также приобрести, приехавший на Кипр осенью 1845 года французский исследователь Луи де Мас-Латри также не располагал достаточной суммой. В том же году остров посетил работавший с 1832 года в Греции немецкий учёный Людвиг Росс (1806—1859), совершавший поездку по греческим островам (Кос, Родос). Он купил стелу за 50 фунтов, а кроме неё также относящиеся к архаичной эпохе статуэтки из известняка и терракоты из Идалиона (Росс считал, что они финикийского происхождения). В настоящее время стела Китиона находится в Государственных музеях Берлина, позолоченный же серебряный оклад, найденный при ней, хранится в Лувре (вместе с копией стелы).

## Содержание
На стеле Китиона сохранились надписи — на её передней стороне. Задняя часть оказалась отпиленной. В прошлом стела была, по-видимому, установлена на акрополе города Китион, и описывала победу в 709—707 годах до н. э. ассирийского царя Саргона II (721—705 до н. э.) над семью кипрскими городами-государствами (острова Йа в области Йаднана или Атнана). Эта победа ассирийцев описывается также в хрониках Хорсабада:
…и вот услыхали семь царей страны Йа о деяниях, которые я совершил в стране Кальду, и в стране хатти, и сердце подпрыгнуло у них к горлу, и страх охватил их… Тогда принесли они золото, серебро и вещи из чёрного дерева и самшита, дары их страны, ко мне в Вавилон. И целовали мои ступни. Чёрное (эбеновое) дерево не растёт на Кипре, из чего следует, что остров уже в те отдалённые времена вёл обширную морскую торговлю.
В стеле упоминаются следующие города древнего Кипра:
- Пафос (Pa-ap-pa)
- Саламин (Ki-(i)-su)
- Солы (Si-il-li/lu)
- Лимасол (Da-mu-u-si/su)
- Идалион (E-di'-il)
- Китрея (Ki-it-ru-si)
- Марион (Pu-su-su)
- Ледра (Li-di-ir), ныне на территории Никосии
- Тамассос (Ta-me-si/su)
- «Карт-Хадашт» (предположительно, Китион или Аматус)
- Курион (Ku-ri-i)

В настоящее время точно не установлено, как функционировала ассирийская администрация на Кипре. Неясно также, назначался ли на остров ассирийский наместник. Вероятнее всего — так как Ассирия не обладала мощным военно-морским флотом — она довольствовалась лишь своевременным получением дани с Кипра, в остальном же управление островом доверялось местным царькам. В то же время некоторые исследователи полагают, что основанный сидонянами Китион был местопребыванием ассирийских наместников на Кипре.